# Chiang Khan (huyện)
Chiang Khan (tiếng Thái: เชียงคาน, phát âm tiếng Thái: [Chiềng Khăn]) là một huyện (amphoe) ở phía bắc của tỉnh Loei, đông bắc Thái Lan.

## Địa lý
Các huyện giáp ranh (từ phía đông theo chiều kim đồng hồ) là Pak Chom, Mueang Loei và Tha Li của tỉnh Loei. Về phía tây bắc là các tỉnh Xaignabouli và Viêng Chăn của Lào.
Nguồn nước quan trọng của huyện này là sông Mekong, Hueang và Loei.

## Hành chính
Huyện này được chia thành 8 phó huyện (tambon), các đơn vị này lại được chia ra thành 78 làng (muban). Có hai thị trấn (thesaban tambon) - Chiang Khan và Khao Kaeo mỗi đơn vị nằm trên một tambon cùng tên. Có 7 Tổ chức hành chính tambon.
| STT | Tên          | Tên tiếng Thái | Số làng | Dân số |  |
| --- | ------------ | -------------- | ------- | ------ |  |
| 1.  | Chiang Khan  | เชียงคาน        | 6       | 10.245 |  |
| 2.  | That         | ธาตุ            | 15      | 9.523  |  |
| 3.  | Na Sao       | นาซ่าว          | 15      | 11.453 |  |
| 4.  | Khao Kaeo    | เขาแก้ว         | 13      | 7.596  |  |
| 5.  | Pak Tom      | ปากตม          | 7       | 5.967  |  |
| 6.  | Bu Hom       | บุฮม            | 10      | 7.528  |  |
| 7.  | Chom Si      | จอมศรี          | 7       | 4.301  |  |
| 8.  | Hat Sai Khao | หาดทรายขาว     | 5       | 2.403  |  |